# Kirche (Wipperfürth)
Kirche ist ein Wohnplatz  in Wipperfürth im Oberbergischen Kreis im Regierungsbezirk Köln in Nordrhein-Westfalen (Deutschland).

## Lage und Beschreibung
Kirche liegt südöstlich von Wipperfeld in der Nähe der Mündung des Bennenbachs in den Wipperfelder Bach. Er besteht heute im Wesentlichen aus einem Hof.

## Geschichte
Die Topographia Ducatus Montani des Erich Philipp Ploennies belegt, dass Kirche (dort Kirchen genannt und als gemeine Höfe klassifiziert) zum Bergischen Amt Steinbach gehörte. Carl Friedrich von Wiebeking benennt die Hofschaft auf seiner Charte des Herzogthums Berg 1789 als Kirchen. Aus ihr geht hervor, dass Kirche zu dieser Zeit Teil der Honschaft Schwarzen im Kirchspiel Wipperfeld war.
Unter der französischen Verwaltung zwischen 1806 und 1813 wurde das Amt Steinbach aufgelöst und Kirche wurde politisch der Mairie Olpe im Kanton Wipperfürth zugeordnet. 1816 wandelten die Preußen die Mairie zur Bürgermeisterei Olpe im Kreis Wipperfürth. Später gehörte Kirche zur Gemeinde Klüppelberg. Im Zuge des Köln-Gesetzes wurde die Gemeinde Klüppelberg aufgelöst und wesentliche Teile, darunter auch Kirche, wurde Teil der erweiterten Stadt Wipperfürth.
Der Ort ist auf der Topographischen Aufnahme der Rheinlande von 1824 als Kirch und auf der Preußischen Uraufnahme von 1840 als Kirche verzeichnet. Ab der Preußischen Neuaufnahme von 1892 ist er auf Messtischblättern regelmäßig als Kirche verzeichnet.
| Jahr | Einwohner | Wohn- gebäude | Kategorie | Politische / kirchliche Zugehörigkeit                               |
| ---- | --------- | ------------- | --------- | ------------------------------------------------------------------- |
| 1822 |           |               | Hof       | Amt Olpe, Kirchspiel Wipperfeld (Kirchen bezeichnet)                |
| 1830 | 33        |               | Hof       | Bürgermeisterei Olpe, Pfarrgemeinde Wipperfeld (Kirchen bezeichnet) |
| 1845 | 20        | 3             | Hof       | Bürgermeisterei Olpe, Pfarre Wipperfeld                             |
| 1871 | 33        | 5             | Weiler    | Bürgermeisterei Wipperfeld                                          |
| 1885 | 19        | 3             | Ortschaft | Bürgermeisterei Wipperfeld                                          |
| 1895 | 30        | 5             | Ortschaft | Bürgermeisterei Wipperfeld                                          |
| 1905 |           |               |           | Landgemeinde Klüppelberg                                            |